# Philo Bregstein
 (octobre 2018).
Si vous disposez d'ouvrages ou d'articles de référence ou si vous connaissez des sites web de qualité traitant du thème abordé ici, merci de compléter l'article en donnant les références utiles à sa vérifiabilité et en les liant à la section « Notes et références ».
Philo Bregstein, né le 1er juin 1932 à Amsterdam, est un réalisateur, producteur, scénariste et écrivain néerlandais.

## Filmographie

### Réalisateur et producteur
- 1968 : Le Compromis (Het compromis)
- 1969 : Filmers buiten het gareel
- 1970 : Dingen die niet voorbijgaan
- 1970 : THE PAST THAT LIVES[2]
- 1973 : Otto Klemperer's Long Journey Through His Times
- 1974 : Otto Klemperer in rehearsal and concert
- 1975 : Op zoek naar Joods Amsterdam
- 1976 : Ernst Schäublin, boer en schilder
- 1977 : Dromen van leven
- 1978 : Jean Rouch and His Camera in the Heart of Africa[3]
- 1981 : Whoever Says the Truth Shall Die[4]
- : Days of Memory[5]

### Scénariste
- 1993 : Madame l'eau de Jean Rouch[6]